# Tiago Estevão Martins
Tiago Estevão Martins (11 de setembro de 1989) é um deputado e político português. 
É desde 2019 deputado à Assembleia da República pelo Partido Socialista, eleito pelo círculo eleitoral de Coimbra. Desempenhou na XIV Legislatura a função de Coordenador do Grupo Parlamentar do Partido Socialista para a Comissão de Educação, Ciência, Juventude e Desporto e é desde a XV Legislatura Vice-Secretário da Mesa da Assembleia da República.
Vereador da Câmara Municipal de Coimbra em 2021, desempenhou funções de Técnico Especialista no Gabinete do Ministro da Ciência, Tecnologia e Ensino Superior do XXI Governo Constitucional.
É Mestre em Comunicação e Jornalismo.